# Oleh Sențov
Oleh Sențov (n. 13 iulie 1976, Simferopol, RSS Ucraineană, URSS) este un regizor, scriitor și activist ucrainean din Crimeea. Sențov a regizat lungmetrajele Hamer⁠(d) (2011), Nomerî⁠(d) (2019, co-regizat cu Ahtem Seitablaiev) și Nosorih⁠(d) (2021).
În urma anexării Crimeei de către Rusia, el a fost arestat în Crimeea în mai 2014 și condamnat la 20 de ani de închisoare de către un tribunal rus în august 2015, sub acuzația de complot terorist. Condamnarea a fost descrisă ca fiind fabricată de Amnesty International și alte organizații. El a fost distins cu Premiul Saharov al Parlamentului European în 2018. La 7 septembrie 2019, a fost eliberat într-un schimb de prizonieri între Rusia și Ucraina.

## Premii

### Distincții de stat
- Ordinul pentru Curaj⁠(d) clasa III (23 august 2014) — pentru contribuția importantă la consolidarea statului, la dezvoltarea social-economică, științifico-tehnică, cultural-educațională a Ucrainei, mari reușite în muncă și înalt profesionalism[9][10]
- Ordinul pentru Curaj⁠(d) clasa I (24 septembrie 2015) – pentru curaj și devotament deosebit, manifestate prin apărarea drepturilor constituționale și ale omului, cât și integrității teritoriale a statului ucrainean[11][12]
- Premiul Național „Taras Șevcenko”⁠(d) 2016 — pentru filmele artistice Hamer⁠(d) și Nosorih⁠(d)[13]

### Alte onoruri
- Premiul special al juriului Uniunii de cinematografie și televiziune din Cehia „FITNESS” (17 ianuarie 2016)[14]
- Premiul „Libertatea de scriere” al PEN-clubului american în memoria Barbarei Goldsmith⁠(d) (26 aprilie 2017)[15]
- Premiul „Europa Carpatică a valorilor comune” al forumului „Europa–Ucraina” (13 martie 2018)[16]
- Premiul forumului internațional economic-umanitar „Ukrainian ID” (2 iulie 2018)[17]
- Distincția obștească „Ordinul invincibililor” (12 iulie 2018)[18]
- Cetățean de Onoare a Parisului (24 septembrie 2018)[19][20]
- Premiul Pro Dignitate Humana, Polonia (23 octombrie 2018)[21]
- Premiul Saharov (25 octombrie 2018)[22][23][a]
- Premiul Platformei memoriei și conștiinței europene (14 noiembrie 2018)[25]
- Premiul „Serghei Magnițki” în domeniul investigațiilor jurnalistice și apărării drepturilor omului (16 noiembrie 2018)[26][27][28][b]
- Premiul „Neptun” al festivalului „Solidarity of Arts” din Gdańsk (23 august 2019)[31]
- Premiul „Stanisław Vincenz” din Cracovia (2020)[32]
- Legiunea de onoare (14 iulie 2023)[33]